# 니샤 아가르왈
니샤 아가르왈(힌디어: निशा अग्रवाल, 영어: Nisha Agarwal, 1989년 10월 18일 ~ )은 인도의 배우, 모델이다.